# إد دود
إد دود (بالإنجليزية: Ed Dodd)‏ هو فنان قصص مصورة أمريكي، ولد في 7 نوفمبر 1902 في لافاييت في الولايات المتحدة، وتوفي في 27 مايو 1991 في غينسفيل في الولايات المتحدة.